# 巴西—斯洛文尼亞關係
巴西－斯洛文尼亞关系（葡萄牙語：Relações entre Brasil e Eslovênia）是指巴西和斯洛文尼亞的双边关系。

## 历史
1991年6月25日，斯洛維尼亞正式宣布脫離南斯拉夫獨立。巴西即於1992年1月24日承認斯洛維尼亞並於同年12月21日與之建交。1994年，巴西任命駐奧地利大使兼任駐斯洛維尼亞大使。
2008年，斯洛維尼亞總統达尼洛·蒂尔克出席在巴西舉行的歐洲-拉丁美洲合作論壇並訪問巴西，成為首位訪問巴西的斯洛維尼亞總統。同年，巴西在盧比安納開設了常駐斯洛維尼亞的大使館。
2009年，巴西里約熱內盧聯邦大學與斯洛維尼亞國立生物研究院簽訂合作協議，並同意促進雙方教師、學生和技術管理人員的交流以及促進教學，研究和學術推廣活動。
巴西主張積極發展同斯洛維尼亞等歐盟國家的關係，認為歐盟是巴西全球外交格局中「不可替代的組成部分」。
相比於鄰國阿根廷，巴西的斯洛維尼亞裔公民較少，2001年，巴西約有28,500人為斯洛維尼亞裔。

## 外交机构
- 巴西於2008年在盧比安納開設了常駐斯洛維尼亞的大使館。[4]
- 斯洛維尼亞於2010年在巴西利亞開設了常駐巴西的大使館，並兼駐 玻利维亚、 哥伦比亚、 和 委內瑞拉。[5]

## 旅游和签证

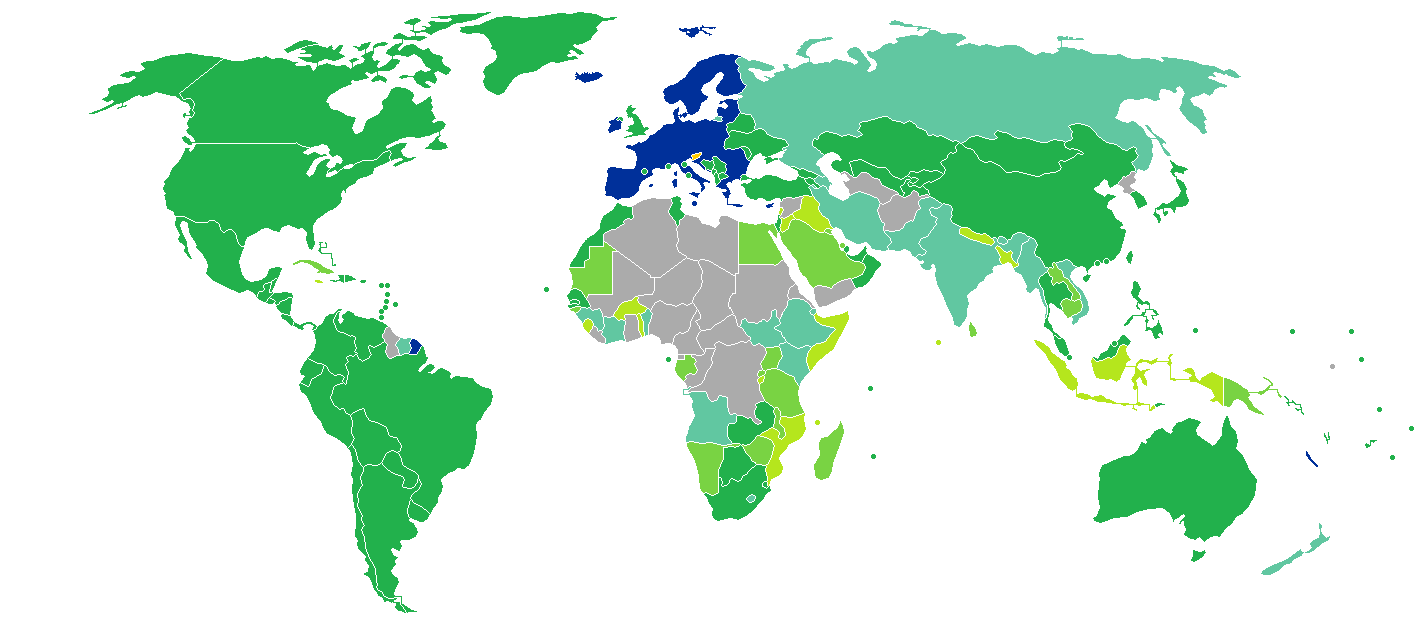
持歐盟的斯洛維尼亞護照之斯洛維尼亞公民可以免簽證的方式入境巴西。

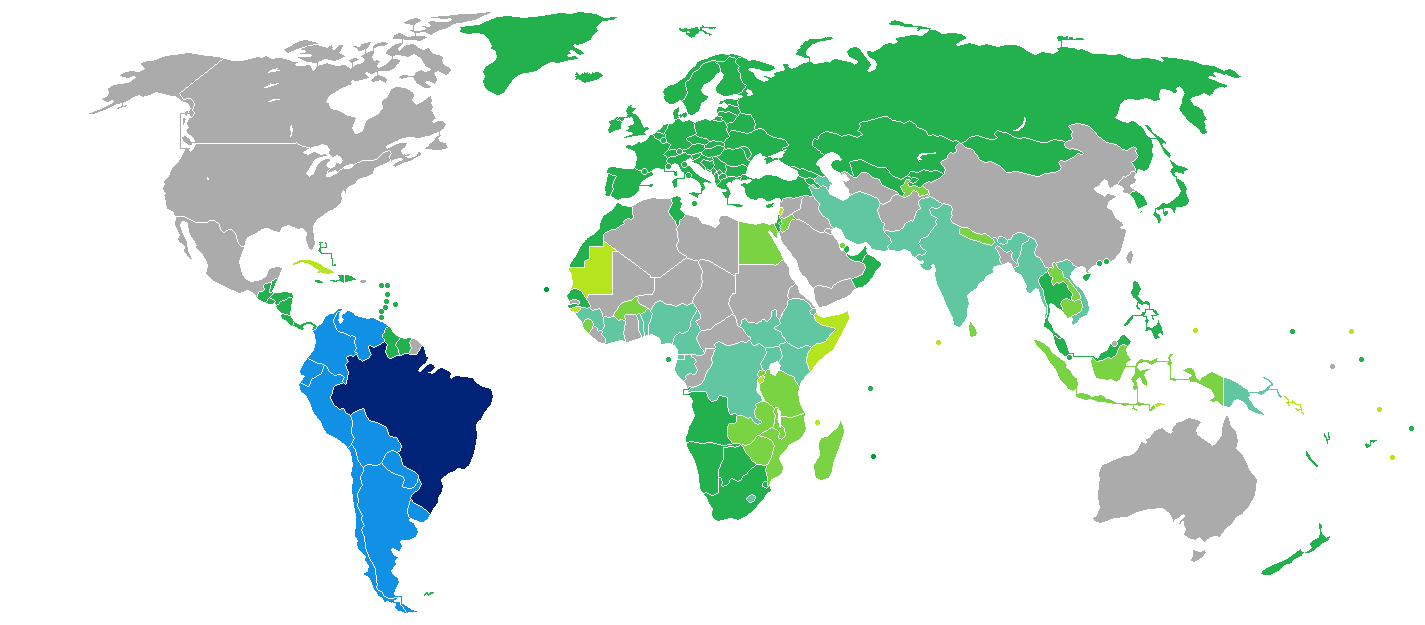
持巴西護照的巴西公民可以免签证入境斯洛維尼亞。

歐洲申根區給予持巴西護照的巴西公民申根區免簽證待遇，停留日數與申根區合併計算，每6個月期間內總計可在斯洛維尼亞停留90天。
斯洛維尼亞公民持有歐盟護照者也可以免簽證的方式入境巴西，停留最多90天。